# Oxyna nebulosa
Oxyna nebulosa är en tvåvingeart som först beskrevs av Christian Rudolph Wilhelm Wiedemann 1817.  Oxyna nebulosa ingår i släktet Oxyna och familjen borrflugor. Enligt den finländska rödlistan är arten starkt hotad i Finland. Arten är reproducerande i Sverige. Artens livsmiljö är friska gräsmarker. Inga underarter finns listade i Catalogue of Life.